# سیلیا اپلگیت
سیلیا اپلگیت (انگلیسی: Celia Applegate؛ زادهٔ ۱۶ نوامبر ۱۹۵۹) موسیقی‌شناس، مورخ و استاد دانشگاه اهل ایالات متحده آمریکا است. او در زمینهٔ تاریخ معاصر آلمان صاحب نظر است. وی پیش‌تر در کالج اسمیت و دانشگاه راچستر تاریخ تدریس می‌کرد و در دانشگاه اخیر مدیر «مرکز سوزان بی. آنتونی» در دپارتمان مطالعات زنان و در عین حال یکی از اعضای هیئت علمی دپارتمان موسیقی‌شناسی در مدرسه موسیقی ایستمن بود.
وی مدرک کارشناسی خود را از کالج برین مار و مدرک دکترای خود را از دانشگاه استنفورد در سال ۱۹۸۷ دریافت داشت و پژوهش‌هایش در آنجا بر نحوهٔ توسعه هویت ملی و منطقه‌ای آلمان در قرن ۱۹ و ۲۰ تمرکز داشت.